# Râul Reci, Râul Negru
Râul Reci este un curs de apă, afluent al Râului Negru. 